# Турбівський цукровий завод
Турбівський цукровий завод — колишнє підприємство харчової промисловості у селищі міського типу Турбів Липовецького району Вінницької області України, припинило своє існування.
В 2015 році завод повністю демонтований і зрівняний з землею.

## Історія

### 1847—1917
Бурякоцукровий завод в селі Турбів Бердичеського повіту Київської губернії Російської імперії побудований поміщиками Драгомирецькими в 1847 році. Запуск заводу привів до збільшення посівів цукрових буряків — завод не тільки вирощував буряки на орендованих ділянках землі, але й купував їх у місцевих селян. 
У 1852 році на заводі працювало понад 130 осіб, але умови праці були важкими, а платня робітників становила 6—7 копійок у день.
У 1861 році Драгомирецькі здали завод в оренду на десять років в обмін на виплату їм 1525 рублів сріблом на рік. Орендарі (1879 році створили акціонерне товариство) значно розширили підприємство. У вересні 1879 року на цукровому заводі мав місце перший страйк, що тривав кілька днів. У 1900 році тут працювало 400 працівників.
У 1900 році при цукровому заводі відкрили лікарню на 15 ліжок, в якій працював один фельдшер.
У сезон цукроваріння 1903/1904 року завод виробив 323 тис. пудів цукру (в 3,5 разів більше, ніж у 1880/1881 рр.).
У ході першої російської революції в травні 1905 року робітники цукрового заводу почали страйк, висунувши вимоги підвищити заробітну плату, скоротити робочий день і поліпшити умови праці. До них приєдналися робітники інших підприємств Турбова.
В 1906 році до села прокладена вузькоколійна залізниця, яка використовувалася всіма розташованими у Турбові підприємствами.
В 1914 році на цукровому заводі почали використовувати електроенергію.
Після початку Першої світової війни в 1914 році обсяги виробництва цукру на заводі скоротилися в зв'язку з мобілізацією частині чоловіків призовного віку в діючу армію і скороченням посівів цукрових буряків.

### 1918—1991
15 лютого 1918 року в Турбові проголошена Радянська влада, однак вже у березні окупований австро-німецькими військами (які залишалися тут до листопада 1918 року). Надалі Турбів опинився в зоні бойових дій громадянської війни і влада тут кілька разів змінювалася.
У червні 1920 року польські війська були вибиті з Турбова частинами РСЧА, цукровий завод зупинив роботу та був націоналізований і після закінчення ремонтних робіт — відновив роботу.
У ході індустріалізації 1930-х років завод отримав нове обладнання і збільшив потужності, в 1940 році вироблено 26 тис. тонн цукру понад плану. Крім того, у цей час при цукровому заводі були відкриті курси підготовки робітничої молоді для вступу у вищі навчальні заклади.
В ході Другої світової війни 20 липня 1941 року Турбів окупували німецько-румунські війська. 14 березня 1944 року радянські війська звільнили село.
При відступі німці вивели з ладу підприємство, тому в 1944 році в приміщеннях заводу організували випуск запасних частин до тракторів, сільгоспінструментів та інших металовиробів. У 1945—1947 рр. відповідно до четвертого п'ятирічного плану відбудови та розвитку народного господарства СРСР завод відновлено і відновилася його робота (крім того, на кошти підприємства від 1945 до 1970 рр. побудовані шість двоповерхових житлових будинків для працівників заводу). 
У 1950 році завод нагороджений грошовою премією та перехідним Червоним прапором Міністерства харчової промисловості СРСР і ВЦРПС. Надалі, завод був оснащений новим обладнанням (після цього, в 1958 році виготовлено 16,8 тис. тонн цукру — на 9,9 тис. тонн більше, ніж у 1950 році). 
У 1962 році завод реконструйований, після чого його виробнича потужність збільшилася до 36,4 тис. тонн цукру в рік.
В цілому, в радянський час цукровий завод входив у число провідних підприємств селища, перебували на його балансі об'єкти соціальної інфраструктури.

### Після 1991
Після проголошення незалежності України, завод перейшов у відання Державного комітету харчової промисловості України. 
У травні 1995 року Кабінет міністрів України затвердив рішення про приватизацію заводу. Надалі, державне підприємство перетворено у відкрите акціонерне товариство.
3 червня 1999 року Кабінет Міністрів України передав завод в управління облдержадміністрації Вінницької області.
У грудні 2000 року арбітражний суд Вінницької області порушив справу про банкрутство заводу.
Надалі завод розібраний на металобрухт.

## Галерея

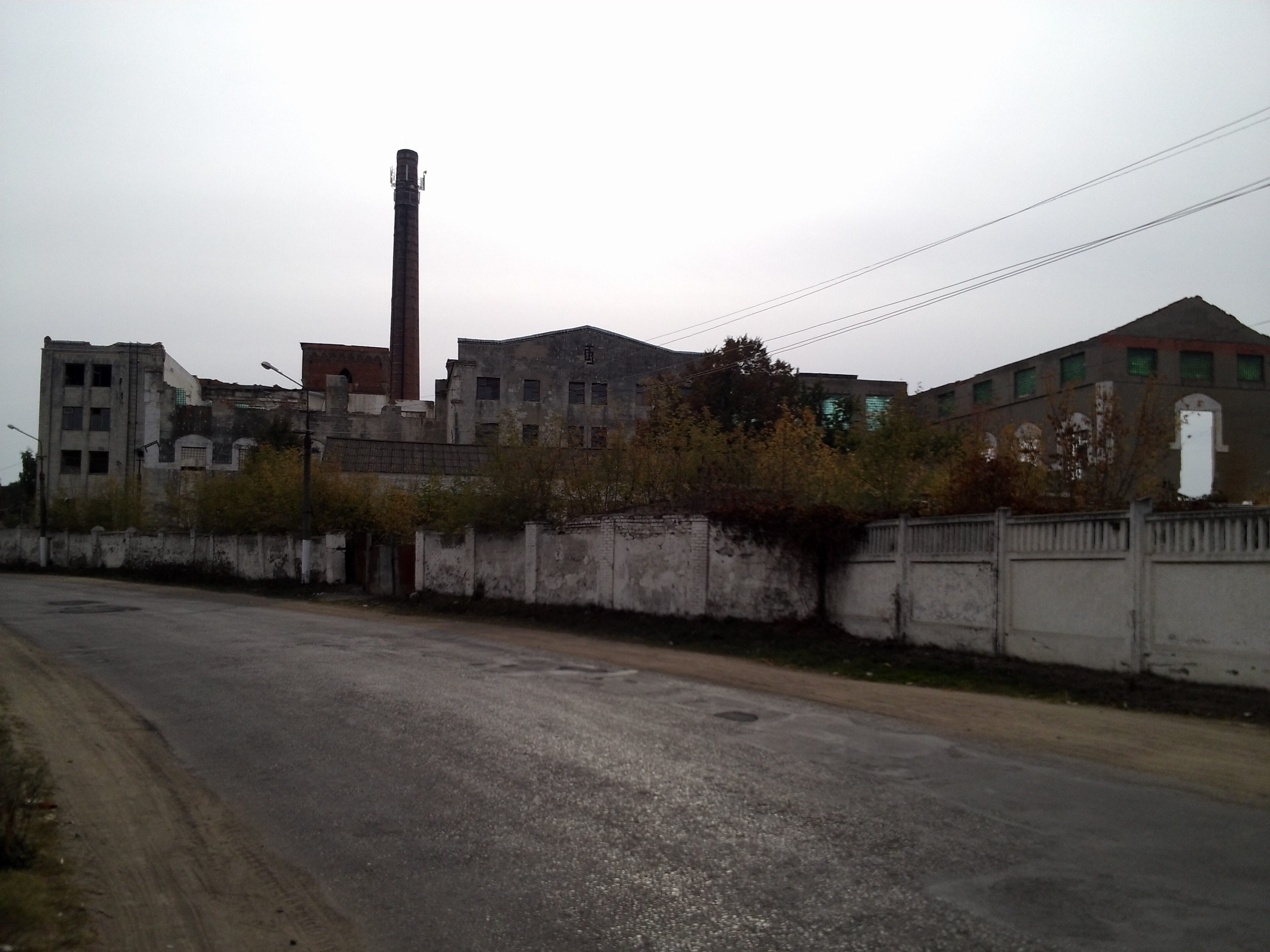
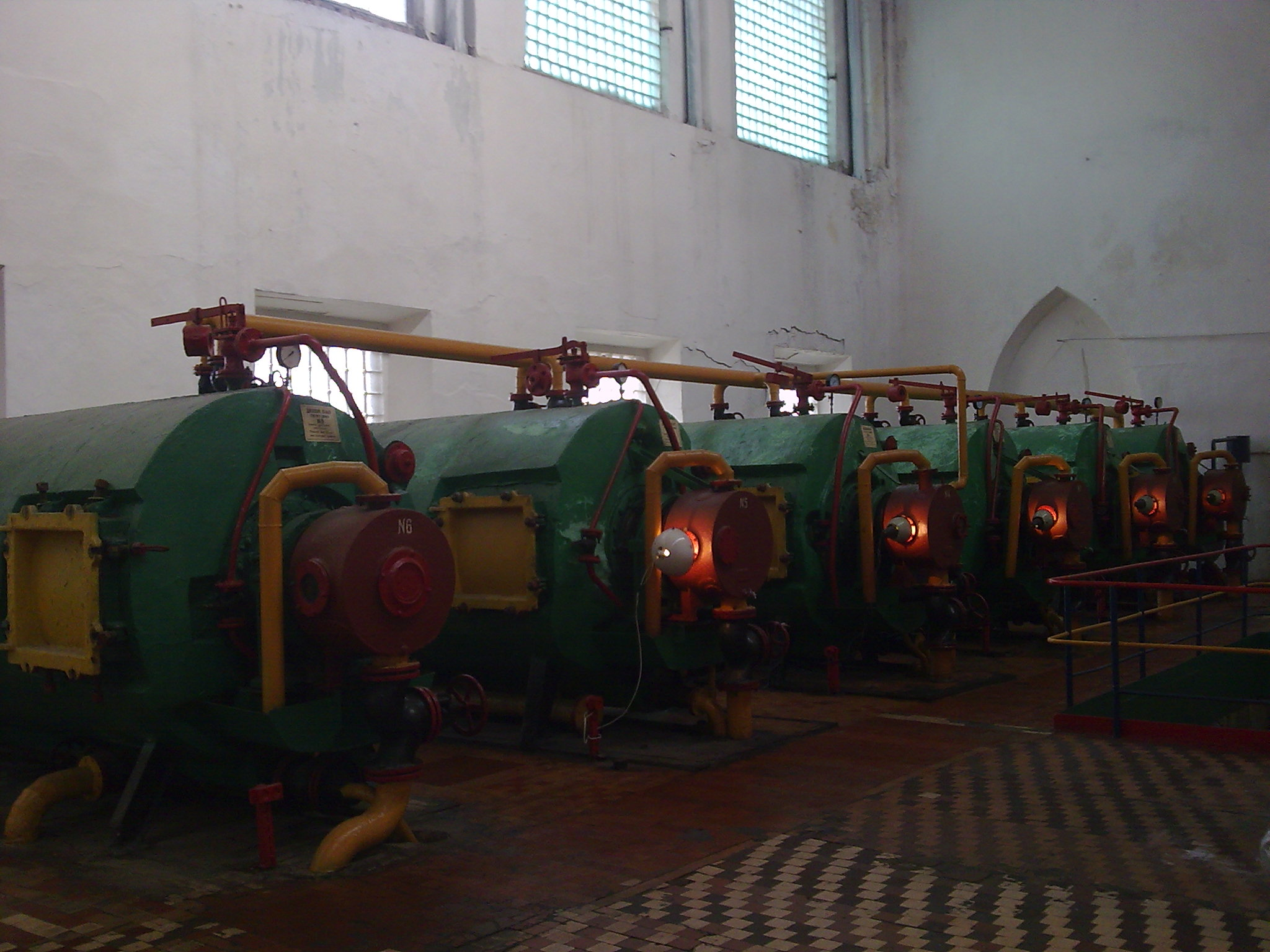
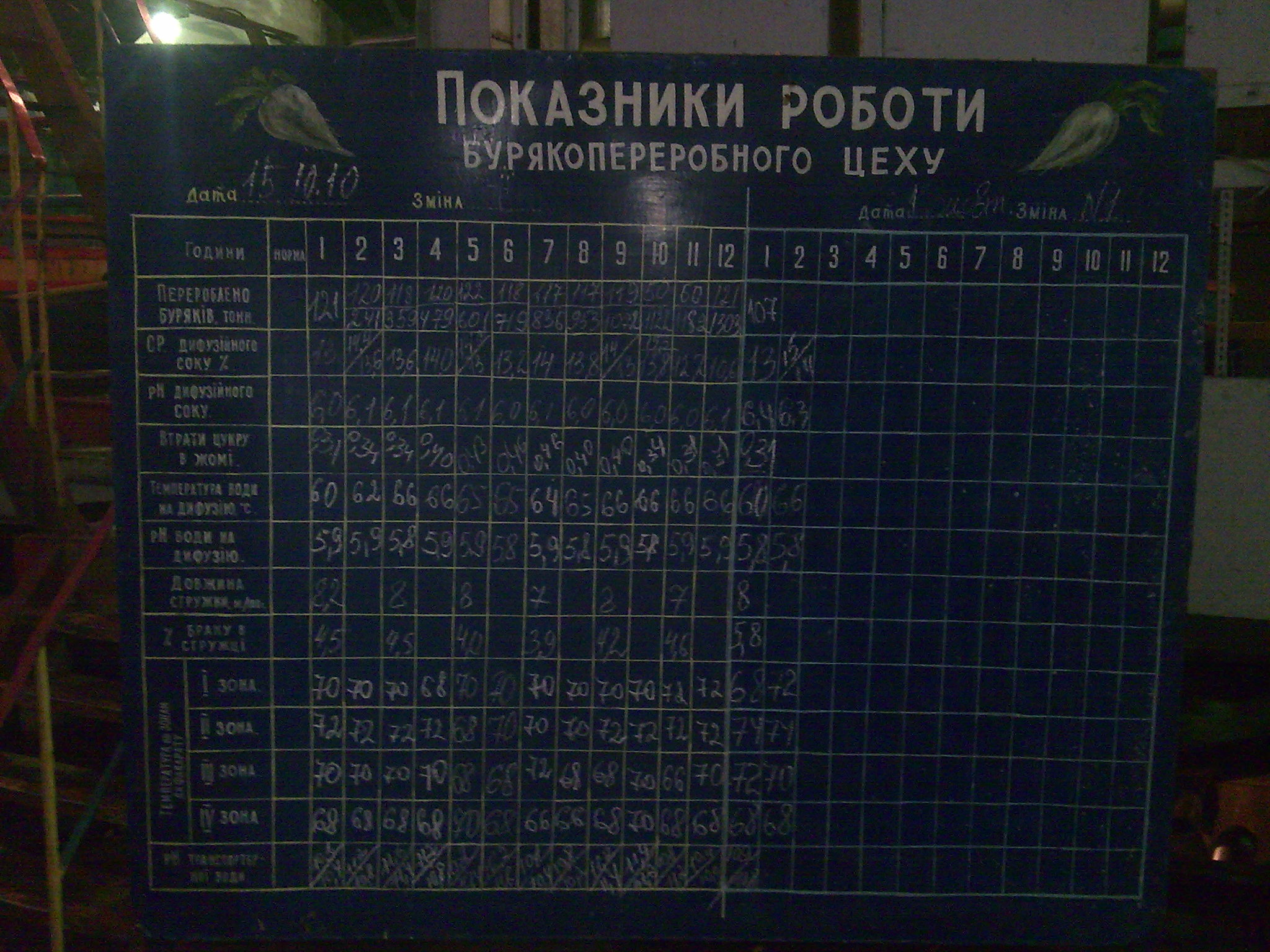
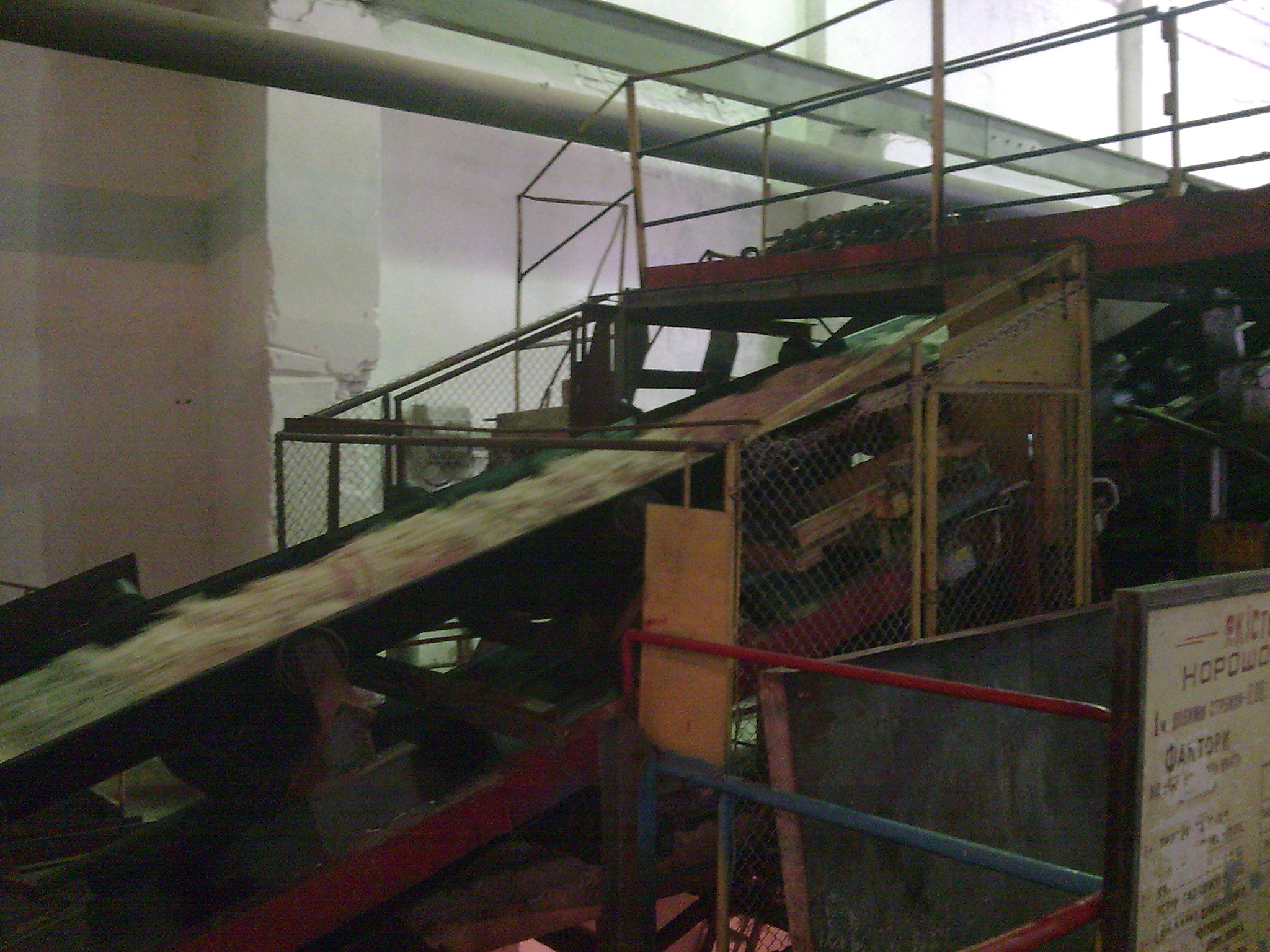
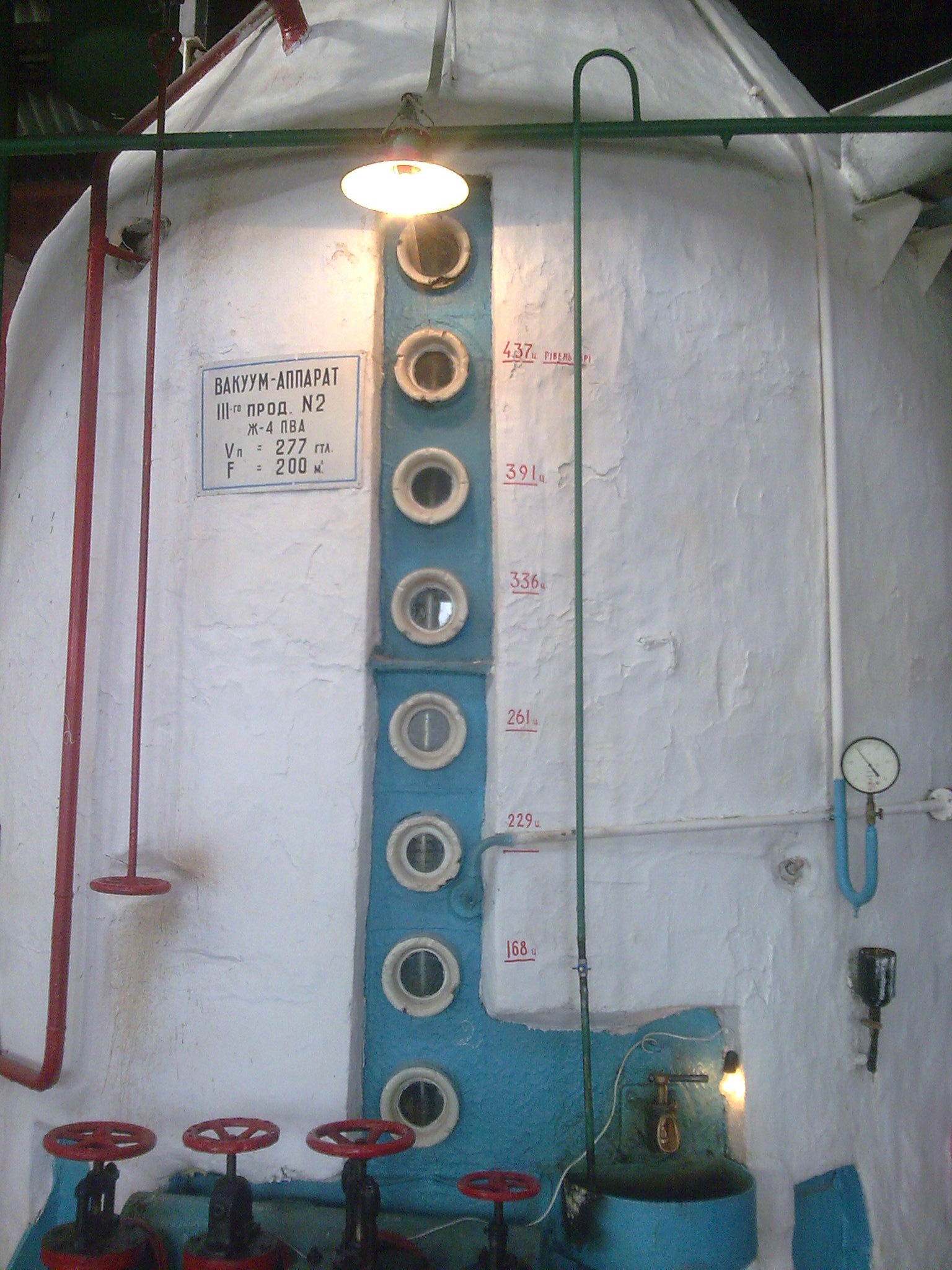
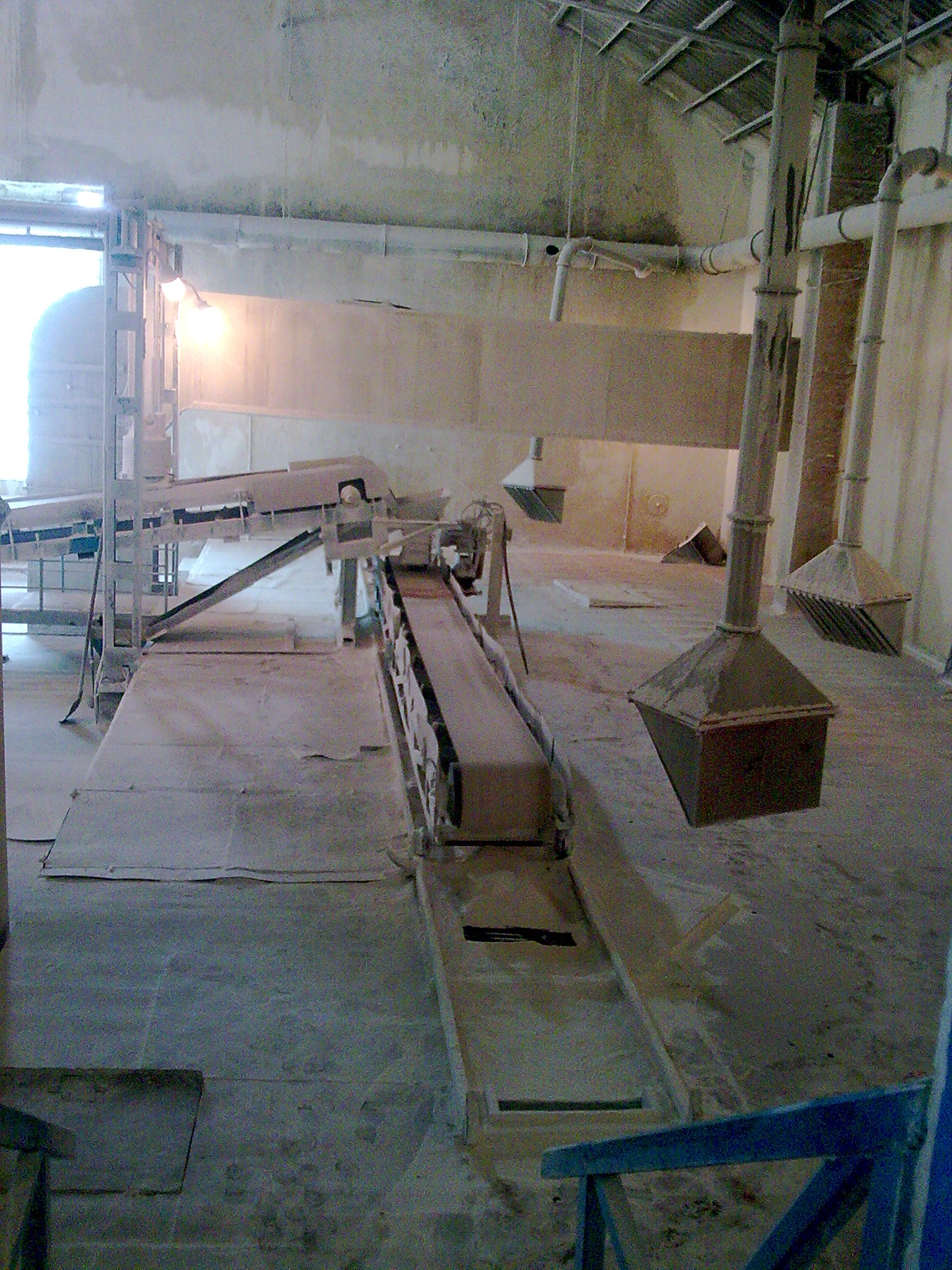
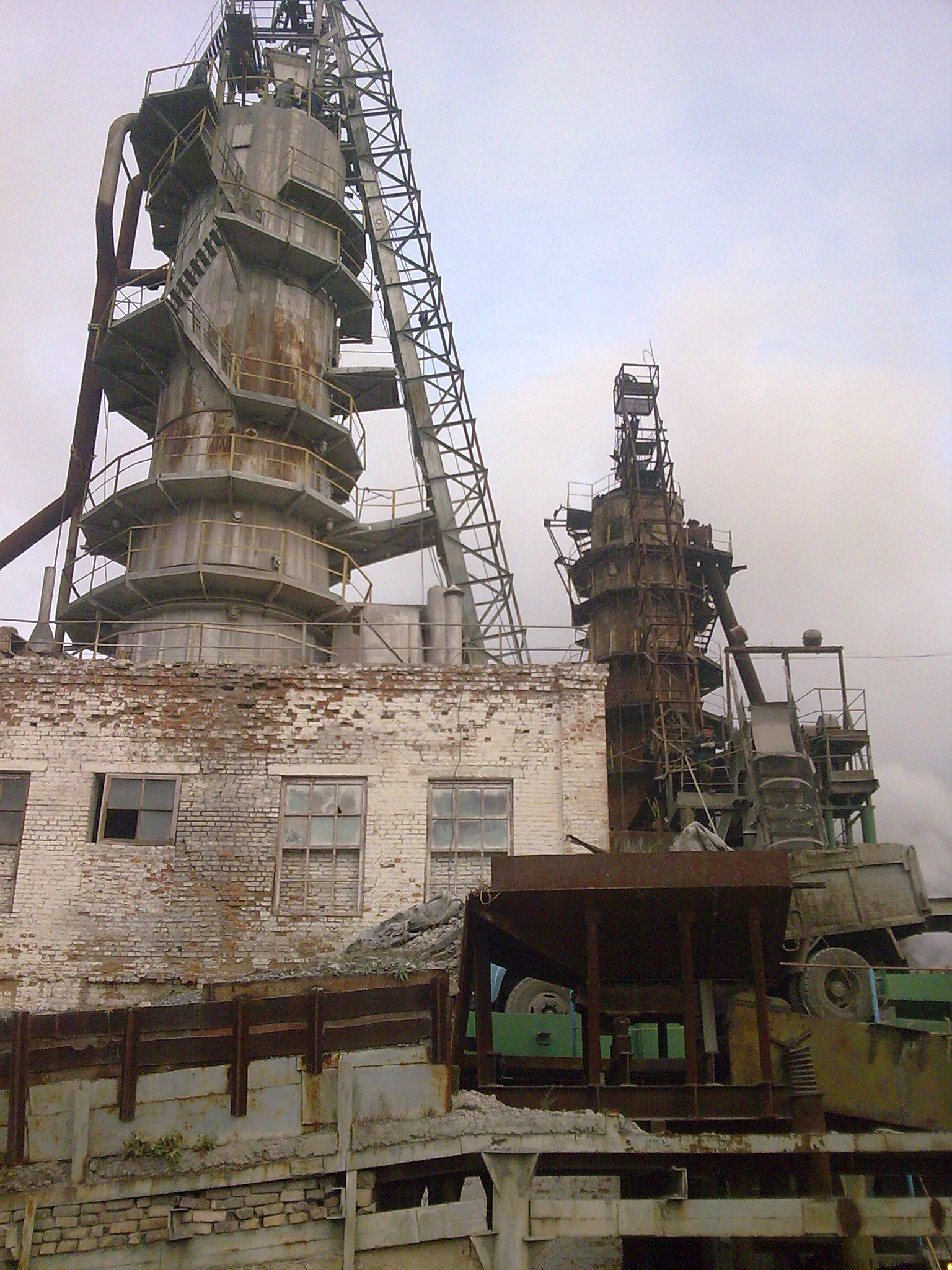
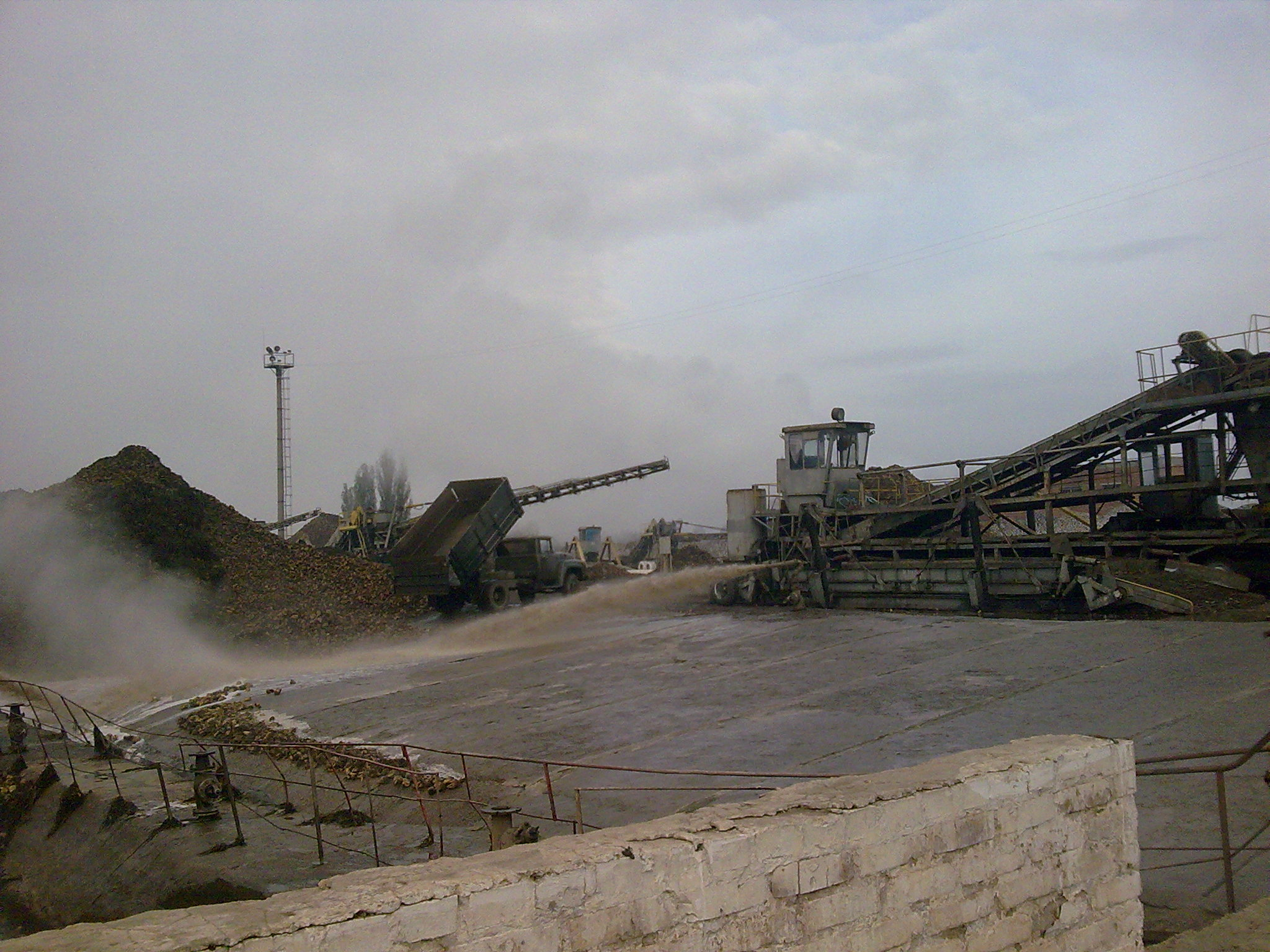
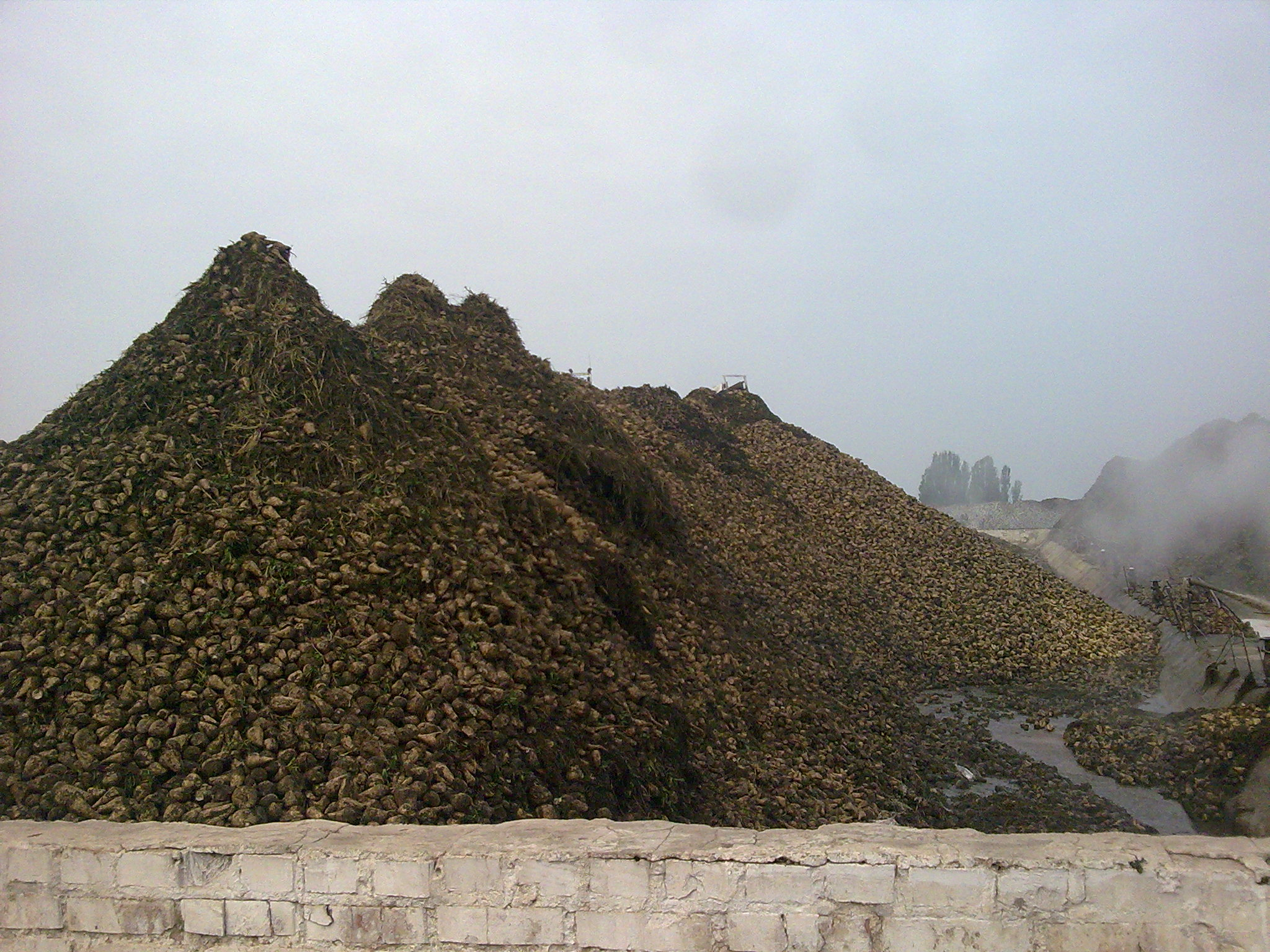
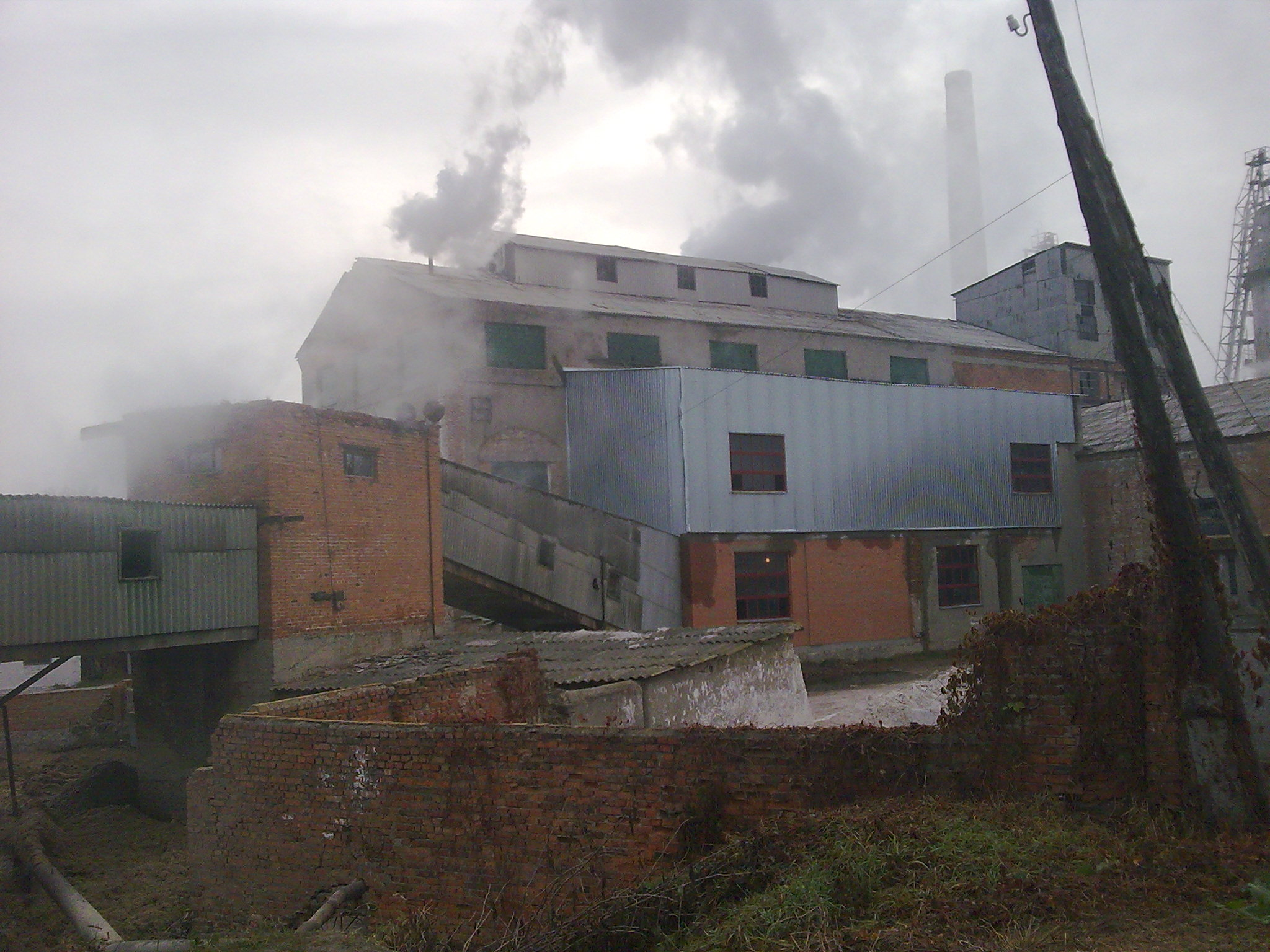